# Ella Fitzgerald

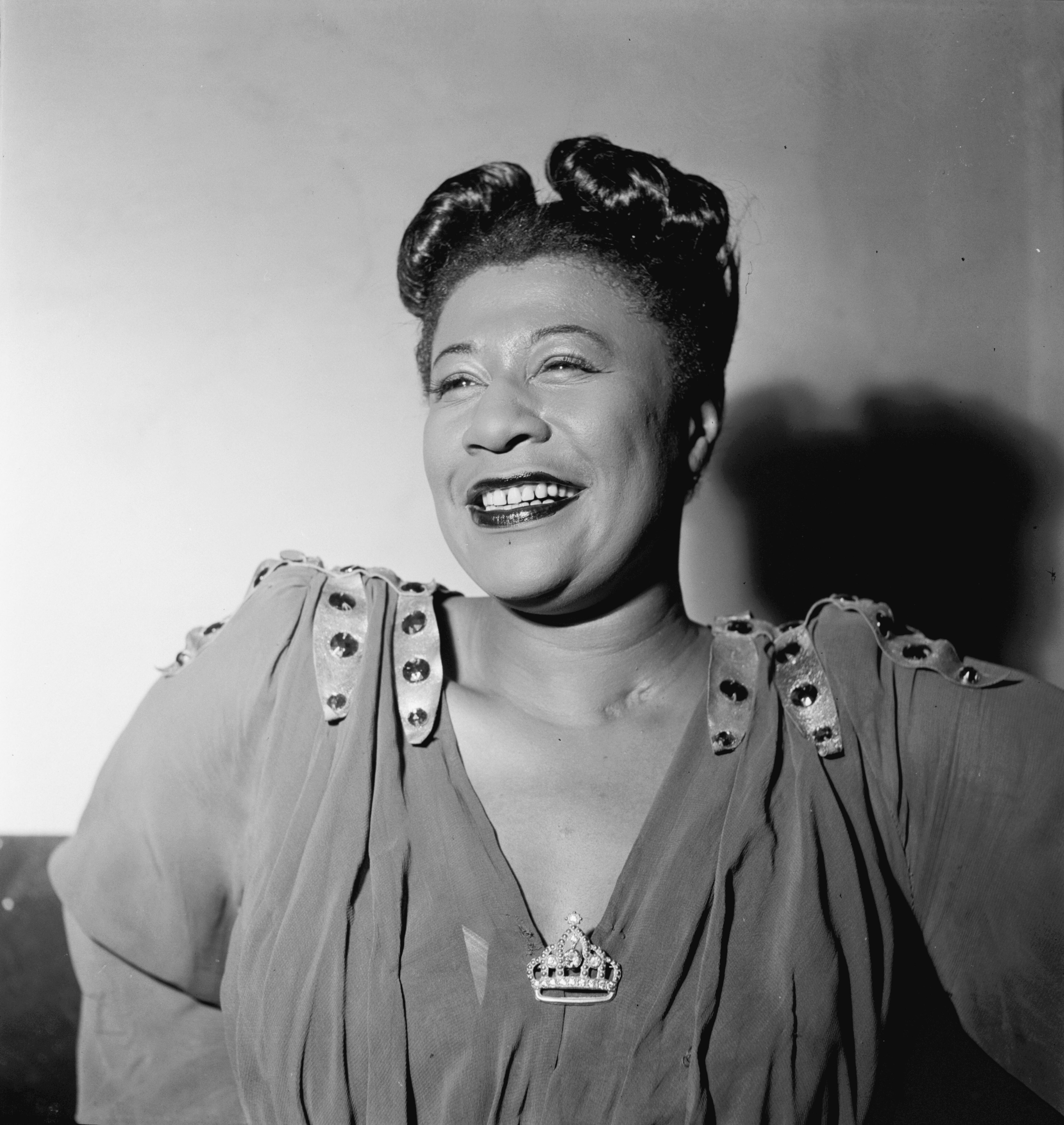
Ella Fitzgerald (1946)

Ella Jane Fitzgerald (* 25. April 1917 in Newport News, Virginia; † 15. Juni 1996 in Beverly Hills, Kalifornien) war eine US-amerikanische Jazz-Sängerin. Ihr Repertoire reichte von Swing über Bebop, Blues, Bossa Nova, Samba, Gospel bis hin zu verjazzten Weihnachtsliedern. Sie wurde als First Lady of Song oder schlicht als Queen of Jazz bezeichnet. Ihr Markenzeichen war eine Gesangsart, die sie mitentwickelte und der sie zu Weltruhm verhalf: der Scatgesang. Charakteristisch ist der jugendliche Charme ihrer Stimme und eine Leichtigkeit in ihrer Phrasierung, welche es ihr erlaubte, mit einem beachtlichen Stimmumfang von drei Oktaven wie ein Jazz-Instrumentalist zu improvisieren.

## Leben

### Kindheit und Jugend
Ella Jane Fitzgerald wurde 1917 in Newport News als Tochter von William und Temperance „Tempie“ Fitzgerald geboren. Ihr Vater war Fahrer, er verließ die Familie kurz nach ihrer Geburt und starb ein Jahr später. Tempie heiratete später Joseph „Joe“ da Silva. Aus dieser Ehe stammt die 1923 geborene Halbschwester Frances. Als Ella Fitzgerald zwei Jahre alt war, zog die Familie in ein Einzelzimmer in Yonkers bei New York, später in die Mühlenstadt. Ihre Mutter arbeitete in einer Wäscherei und im Gastronomiebereich, ihr portugiesischer Stiefvater als Grubenbauer und Teilzeitchauffeur.
Fitzgerald wuchs mit der Musik von Bing Crosby und Louis Armstrong auf. Besonders gern mochte sie auch die Boswell Sisters, von denen Connee Boswell eines ihrer großen Vorbilder wurde. Fitzgerald tanzte leidenschaftlich gern. Sie war eine gute Schülerin, hatte in ihrer Nachbarschaft viele Freunde und fuhr manchmal mit Freunden ins Apollo Theater in Harlem. Als Laufmädchen verdiente sie sich nebenbei Geld, indem sie Wetten für Spieler aufgab und ihnen den Gewinn brachte. 1932, nach anderen Angaben 1930, starb ihre Mutter, zu der sie eine enge Bindung hatte, an den Folgen eines Autounfalls, wiederum nach anderen Angaben an einem Herzinfarkt. Sie lebte weiterhin bei ihrem Stiefvater, der sie missbrauchte. Er starb später an einem Herzinfarkt; sie wurde von ihrer Tante Virginia aufgenommen. Fitzgerald vernachlässigte nach dem Tod ihrer Mutter die Schule. Sie entwendete Geld und warnte als Wachposten ein Bordell vor der Polizei. In Harlem wurde sie von der Polizei aufgegriffen und zunächst im Colored Asylum Orphanage in Riverdale untergebracht. Aufgrund des überfüllten Waisenhauses wurde sie im April 1933 mit dem Vermerk „nicht erziehbar“ in die New York State Training School for Girls, eine Erziehungsschule für Mädchen in Hudson, eingewiesen. Dort wurde Fitzgerald offenbar geschlagen und missbraucht; Fitzgerald sprach später nie über diese Zeit. Die Schule trennte strikt nach weißer und schwarzer Hautfarbe, weshalb Fitzgerald wohl auch nicht mit im Chor sang, obwohl ihr Gesang von manchen Angestellten bemerkt wurde. Ein Jahr später floh sie nach Harlem.

### Karriere

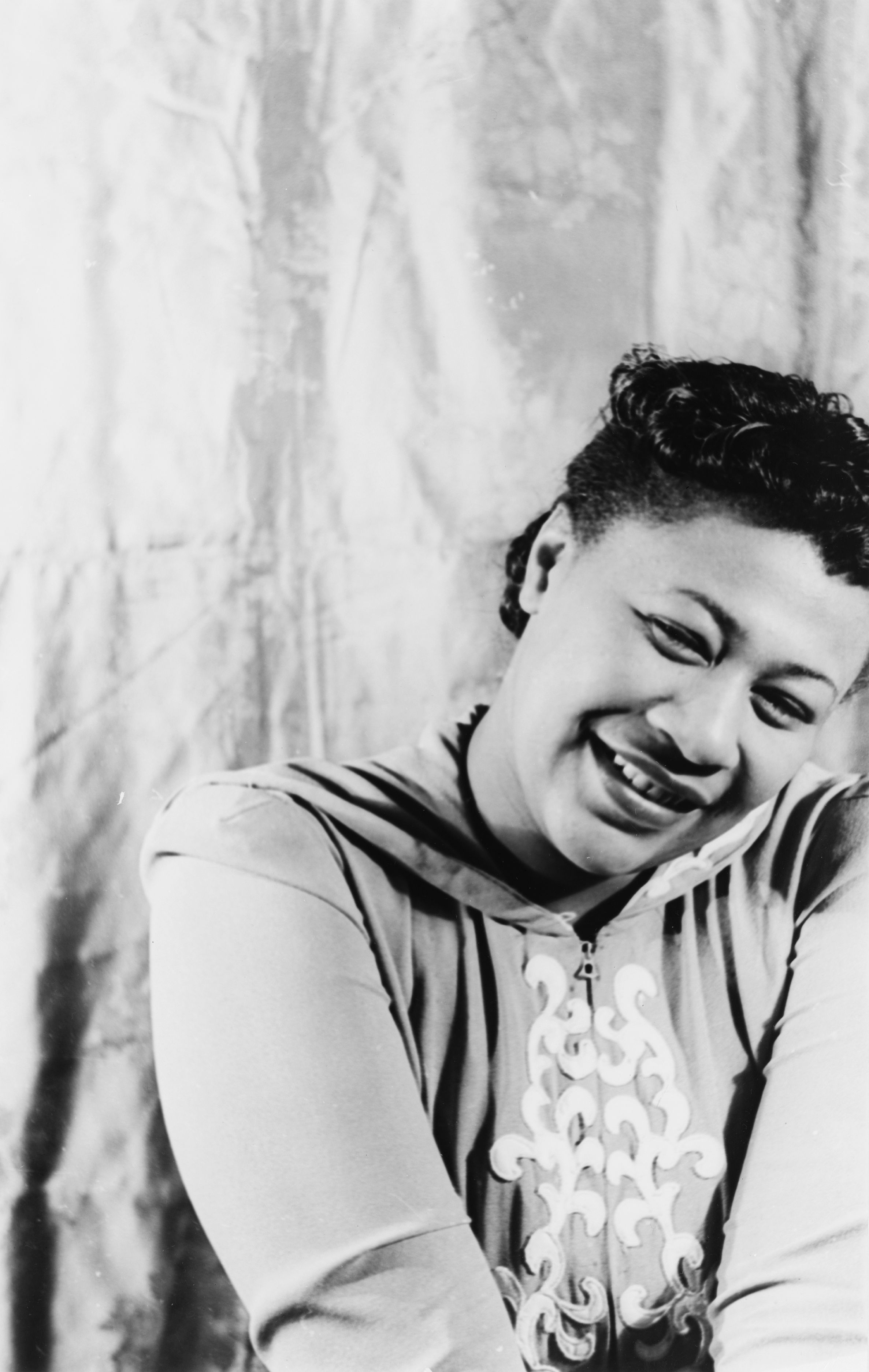
Ella Fitzgerald (1940)

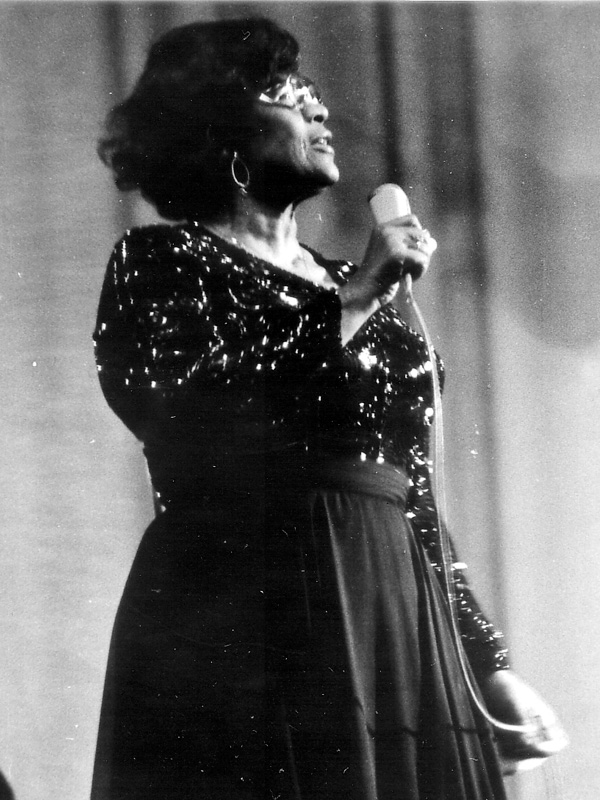
Ella Fitzgerald während eines Konzerts in Köln (1975)

Ihr Debüt als Sängerin gab Ella Fitzgerald im Alter von siebzehn Jahren am 21. November 1934 im Apollo Theater in Harlem New York City; das Apollo Theater veranstaltete regelmäßige Amateurwettbewerbe, von denen sie einen gewann. Ursprünglich wollte sie bei diesem Talentwettbewerb als Tänzerin antreten. Als der Moment des Auftritts gekommen war, zitterten ihr jedoch vor Aufregung so die Beine, da vorher bereits die Gruppe Edwards Sisters unter Applaus vorgetanzt hatte. Stattdessen sang sie das Lied Judy, komponiert von Hoagy Carmichael und ein Lieblingslied ihrer Mutter, wie auch The Object of My Affection, das im selben Jahr ein Nummer-eins-Hit der Boswell Sisters war. Ihr Debüt im Apollo als Sängerin brachte ihr gleichzeitig den ersten Platz ein, Fitzgerald trat hiernach in weiteren Konzerthäusern auf, wie zum Beispiel im Harlem Opera House oder im Minton‘s Playhouse, wo sie auch ihren späteren Ehemann, den Bassisten Ray Brown, kennenlernte.
Anfang 1935 traf Fitzgerald erstmals den Bandleader und Schlagzeuger Chick Webb, der gerade auf der Suche nach einer Sängerin war, die neben dem Sänger Charles Linton auftreten sollte. Da Webb hinsichtlich ihres Aussehens und Auftretens skeptisch war, lud er sie ein, erst einmal bei einem Tanzabend an der Yale University zusammen mit seiner Band zu singen. Ihr Auftritt überzeugte sowohl das Publikum als auch die Bandmitglieder.
Fitzgerald wurde daraufhin 1935 von Chick Webb in seine Big Band engagiert. 1936 nahmen sie mit Love and Kisses eine erste Platte auf; 1938 hatten sie einen Nummer-eins-Hit: Das fröhliche A Tisket A Tasket – eigentlich ein Kinderlied – machte sie mit Chick Webb zum Star. Ein weiterer Nummer-eins-Hit gelang ihr 1944 mit Into Each Life Some Rain Must Fall. Ihre Songs erreichten Plätze in den Pop-Charts, den R&B-Charts- und den Country-Charts der USA.
Als Chick Webb 1939 starb, übernahm sie zunächst die Band, die nun unter dem Namen Ella Fitzgerald and Her Famous Orchestra auftrat. Da Ella Fitzgerald jedoch keine Noten lesen konnte, war die Rolle als Bandleaderin für sie weniger passend. So begann sie 1941 ihre Solokarriere und entwickelte sich zu einer der größten Jazzsängerinnen. 1946 tourte sie mit Dizzy Gillespie und trat in der Jazz-at-the-Philharmonic-Konzertreihe von Norman Granz auf, der sie auch in dem Musikfilm Improvisation (1950) mitwirken ließ.
Aufgrund der damaligen Rassentrennung wurde Ella, trotz ihrer Erfolge, immer noch bei vielen Auftritten ausgegrenzt. So sorgte Marilyn Monroe, die ein großer Fan von ihr war, mit ihrer Bekanntheit 1954 dafür, dass sie endlich für große Bühnen gebucht wurde, und half dadurch entscheidend zu ihrem endgültigen Durchbruch als Jazz-Star mit. Die beiden Frauen blieben Zeit ihrer Leben miteinander befreundet.
Nach einem Auftritt im Film Pete Kelly’s Blues 1955 ging sie zu Verve Records, wo sie bis 1966 unter Vertrag blieb. Zu Fitzgeralds herausragenden Schallplatteneinspielungen bei Verve zählen ihre Songbooks der wichtigsten amerikanischen Komponisten der ersten Hälfte des 20. Jahrhunderts, denen sie damit Denkmäler setzte und nachfolgenden Sängerinnen Lehrbücher für die Interpretation der jeweiligen Songs gab.
Im Folgenden eine Auflistung ihrer klassischen Songbooks für das Label Verve und die dazugehörigen Arrangeure:
- 1956 – Ella Fitzgerald Sings the Cole Porter Songbook (Buddy Bregman)
- 1956 – Ella Fitzgerald Sings the Rodgers & Hart Songbook (Bregman)
- 1957 – Ella Fitzgerald Sings the Duke Ellington Songbook (Duke Ellington & Billy Strayhorn)
- 1958 – Ella Fitzgerald Sings the Irving Berlin Songbook (Paul Weston)
- 1959 – Ella Fitzgerald Sings the George and Ira Gershwin Songbook (Nelson Riddle)
- 1961 – Ella Fitzgerald Sings the Harold Arlen Songbook (Billy May)
- 1963 – Ella Fitzgerald Sings the Jerome Kern Songbook (Riddle)
- 1964 – Ella Fitzgerald Sings the Johnny Mercer Songbook (Riddle)

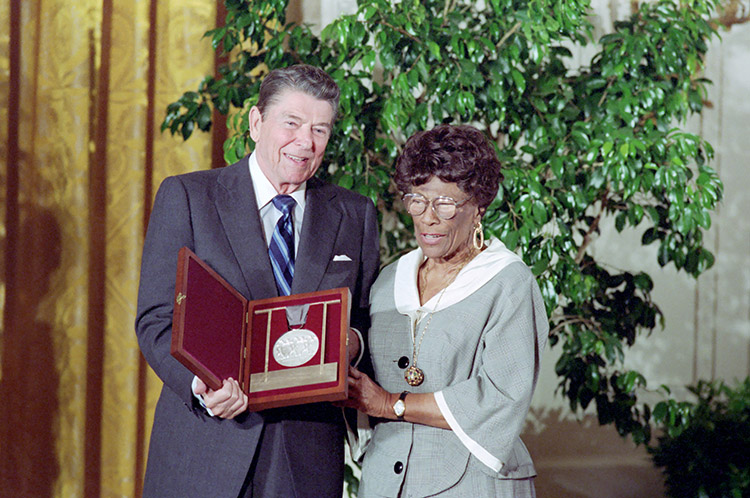
Der damalige US-Präsident Ronald Reagan überreicht Ella Fitzgerald 1987 die National Medal of Arts

Für andere Plattenfirmen nahm sie später ebenfalls Songbooks auf, unter anderem erneut mit Liedern der Gebrüder Gershwin sowie Cole Porter und Antônio Carlos Jobim. Kolleginnen wie Sarah Vaughan oder Dinah Washington folgtem ihrem Beispiel und nahmen ebenfalls Songbooks auf. Eine weitere bedeutende Einspielung Fitzgeralds gibt es von Gershwins Oper Porgy and Bess, die sie gemeinsam mit Louis Armstrong aufnahm. Im Scatting (genannt auch Scatgesang), bei dem unsinnige Wörter mit prägnanten Rhythmen gesungen werden, übertraf sie Louis Armstrong und Fats Waller. Darüber hinaus gibt es zahlreiche Live-Einspielungen der Konzerte von Fitzgerald, die zeigen, dass es keinen Unterschied zwischen einem Studio- oder Livegig bei ihr gab. Die einzigen qualitativen Unterschiede bestehen bei der Aufnahmetechnik.
Zwischen 1969 und 1981 trat Ella Fitzgerald mehrere Male beim Montreux Jazz Festival auf.
Sie gewann insgesamt 13 Grammys und 1967 den Grammy Lifetime Achievement Award; 1987 wurde sie mit der National Medal of Arts ausgezeichnet.

### Tod und Nachruf
Sie litt lange Jahre an Diabetes, der gegen Ende ihres Lebens zur Erblindung führte. Eine weitere Folge der Krankheit war die Amputation beider Unterschenkel im Jahre 1993. Drei Jahre später verstarb sie als eine der wichtigsten Jazzsängerinnen des 20. Jahrhunderts. Sie liegt auf dem Inglewood Park Cemetery in Inglewood bei Los Angeles begraben.
2017 eröffnete zu ihrem 100. Geburtstag die Jubiläumsausstellung First Lady of Song: Ella Fitzgerald at 100 im National Museum of American History in Washington. Auch das Grammy Museum widmete der Sängerin eine Ausstellung: Ella At 100: Celebrating the Artistry of Ella Fitzgerald.

## Privat
Fitzgerald war mindestens zweimal verheiratet. Ihre erste Ehe schloss sie 1939 – andere Quellen sprechen von 1941 – mit dem Hafenarbeiter Benjamin „Benny“ Kornegay, der ihr und ihrer Band als eine Art männlicher Groupie auf Schritt und Tritt folgte. Als sie nach kurzer Ehe von kriminellen Verwicklungen ihres Mannes erfuhr, ließ sie die Ehe annullieren. Ihr zweiter Ehemann war von 1946 bis 1952 – andere Quellen nennen wiederum abweichende Daten, wie z. B. 1947–1953 oder 10. Dezember 1947–1952 – der Bassist Ray Brown, mit dem sie ein Kind, Ray Brown jr., adoptierte. 1957 kursierten Berichte in der skandinavischen Presse, sie habe den jungen Norweger Thor Einar Larsen heimlich geheiratet.

## Diskografie (Auswahl)

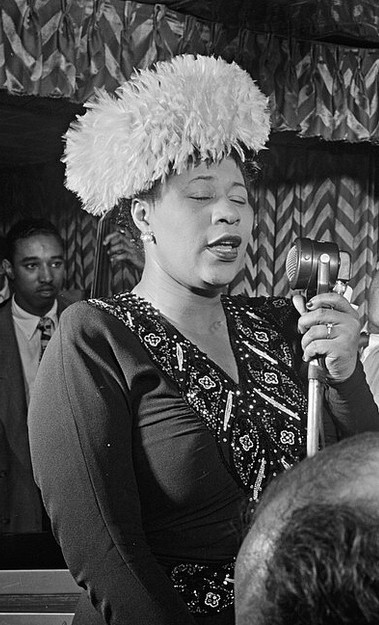
Ella Fitzgerald (1947)

### Alben
| - 1938: A-Tisket, A-Tasket (erster Single-Hiterfolg mit Chick Webb) - 1944: I’m Making Believe (Nummer-eins-Hit mit The Ink Spots) - 1950: Ella Sings Gershwin - 1954: Lullabies of Birdland - 1954: Songs in a Mellow Mood - 1955: Songs from “Pete Kelly’s Blues” - 1955: The First Lady of Song (Decca) - 1956: Sings the Cole Porter Songbook Vol. 1 und Vol. 2 - 1956: Ella and Louis - 1956: Ella Fitzgerald sings the Rodgers and Hart Songbook (mit dem Buddy Bregman Orchestra) - 1957: Ella and Louis Again - 1957: Sings the Duke Ellington Songbook - 1957: Ella Fitzgerald at the Opera House - 1957: Like Someone in Love - 1957: Porgy and Bess - 1958: Ella Fitzgerald and Billie Holiday at Newport - 1958: Ella Swings Lightly - 1958: Ella Fitzgerald Sings the Irving Berlin Songbook - 1959: Porgy and Bess (mit L. Armstrong) - 1959: Sings the George and Ira Gershwin Song Book - 1960: Ella Fitzgerald sings Songs from the Soundtrack of Let No Man Write My Epitaph - 1960: Ella in Berlin: Mack the Knife - 1960: Hello, Love - 1960: Ella Wishes You a Swinging Christmas - 1961: Ella Fitzgerald Sings the Harold Arlen Songbook - 1961: Clap Hands, Here Comes Charlie (Verve) - 1962: Ella Swings brightly with Nelson - 1962: Ella Swings gently with Nelson - 1963: Ella Sings Broadway - 1963: Ella Fitzgerald Sings the Jerome Kern Songbook - 1963: On the Sunny Side of the Street – Ella and Basie - 1963: These Are the Blues (Verve) | - 1964: Hello, Dolly! (Verve) - 1964: Ella Fitzgerald Sings the Johnny Mercer Songbook - 1965: Ella at Duke’s Place - 1965: Ella in Hamburg (Verve) - 1967: Whisper Not - 1967: Brighten the Corner (Capitol Records) - 1967: Ella Fitzgerald’s Christmas (Capitol Records) - 1968: 30 by Ella (Capitol Records) - 1968: Misty Blue (Capitol Records) - 1969: Sunshine of Your Love (Capitol Records) - 1969: Ella (Reprise Records) - 1970: Things Ain’t What They Used to Be (And You Better Believe It) (Reprise Records) - 1971: Ella a Nice (Pablo) - 1972: Ella Loves Cole (Atlantic Records) - 1973: Newport Jazz Festival: Live at Carnegie Hall (Columbia Records) - 1973: Take Love Easy (Pablo) - 1974: Fine and Mellow (Pablo) - 1974: Ella in London (Pablo) - 1974: Ella and Oscar (Pablo) - 1975: At the Montreux Festival (Pablo) - 1977: With The Tommy Flanagan Trio, Montreux '77 (Pablo) - 1978: Dream Dancing - 1980: Ella Abraça Jobim \| Ella Fitzgerald Sings the Antonio Carlos Jobim Songbook - 1990: All That Jazz - 1993: The Best of the Song Books (US: Gold) - 1995: The Best of (UK: Silber) - 2016: Ella & Louis Christmas - 2017: Someone to Watch Over Me (mit dem London Symphony Orchestra) - 2017: Ella at Zardi’s - 2020: The Lost Berlin Tapes |

### Boxsets
- The Complete Chick Webb & Ella Fitzgerald Decca Sessions (1934–1941) – (Mosaic Records – 2013) – 8 CDs mit Ward Pinkett, Hilton Jefferson, Louis Jordan, Don Kirkpatrick, Elmer James, Louis Bacon, Jimmy Harrison, Benny Carter, Mario Bauzá, Bobby Stark, Taft Jordan, Claude Jones, Sandy Williams, Edgar Sampson, Wayman Carver, Joe Steele, John Kirby, Fernando Arbello, Teddy McRae, Bernard Addison, Mills Brothers, Garvin Bushell, George Matthews, Dick Vance, Bill Beason, Eddie Barefield, Ram Ramirez, Ulysses Livingston, Kenny Clarke
- The Complete Ella Fitzgerald Song Books – (Verve – rec.: 1956 bis 1964) – CD 1 & 2: Cole Porter – Buddy Bregman's Orchestra u. a. mit: Conte Candoli, Sweets Edison, Maynard Ferguson, Conrad Gozzo, Milt Bernhart, Herb Geller, Bud Shank, Bob Cooper, Ted Nash, Paul Smith, Barney Kessel, Joe Mondragon, Alvin Stoller – CD 3 & 4: Rodgers & Hart – Buddy Bregman’s Orchestra mit fast identer Besetzung – CD 5 & 6 & 7: Duke Ellington – Ben Webster, Stuff Smith, Paul Smith, Barney Kessel, Joe Mondragon, Alvin Stoller – Duke Ellington Orchestra mit Cat Anderson, Willie Cook, Ray Nance, Clark Terry, Quentin Jackson, Britt Woodman, Jimmy Hamilton Russell Procope, Johnny Hodges, Frank Foster, Harry Carney, Billy Strayhorn, Jimmy Woode, Sam Woodyard, Dizzy Gillespie, Paul Gonsalves, Oscar Peterson, Herb Ellis, Ray Brown – CD 8 & 9: Irving Berlin – Paul Westons Orchestra including Don Fagerquist, Ted Nash, Babe Russin, Paul Smith, Barney Kessel, Jack Ryan b, Alvin Stoller, Sweets Edison – CD 10 & 11 & 12: George & Ira Gershwin – Nelson Riddles Orchestra including Don Fagerquist, Shorty Sherock, Ted Nash, Buddy Collette, Paul Smith, Herb Ellis, Alvin Stoller, Juan Tizol, Benny Carter, Plas Johnson, Lou Levy, Mel Lewis, Larry Bunker – CD 13 & 14: Harold Arlen – Billy Mays Orchestra including Don Fagerquist, Plas Johnson, Ted Nash, Paul Smith, Al Hendrickson, John Collins, Joe Mondragon, Alvin Stoller, Benny Carter, Plas Johnson, Lou Leavy, Herb Ellis, Milt Bernhart – CD 15: Jerome Kern – Nelson Riddle’s Orchestra including Don Fagerquist, Plas Johnson, Paul Smith, Alvin Stoller, Ted Nash, Buddy Collette – CD 16: Johnny Mercer – Nelson Riddle’s Orchestra including Buddy Collette, Abe Most, Buddy DeFranco, Plas Johnson, Babe Russin, Paul Smith
- Twelve Nights in Hollywood – Verve Music Group – 3 CDs mit Lou Levy, Herb Ellis, Wilfred Middlebrooks, Gus Johnson (1961) und eine CD mit Paul Smith, Wilfred Middlebrooks, Stan Levey (1962) – Supervision: Norman Granz
- Ella Fitzgerald and Duke Ellington – Côte d’Azur Concerts on Verve – (1966) – 8 CDs mit Cat Anderson, Mercer Ellington, Dud Bascomb, Herbie Jones tp, Cootie Williams, Lawrence Brown, Buster Cooper, Chuck Connors bass-tb, Johnny Hodges, Russell Procope, Jimmy Hamilton, Paul Gonsalves, Harry Carney, John Lamb b, Sam Woodyard and Jimmy Jones, Jim Hughart b, Grady Tate, Ben Webster

## Chartplatzierungen

### Alben
| Jahr | Titel                                               | Höchstplatzierung, Gesamtwochen, AuszeichnungChartplatzierungen (Jahr, Titel, Platzierungen, Wochen, Auszeichnungen, Anmerkungen) | Höchstplatzierung, Gesamtwochen, AuszeichnungChartplatzierungen (Jahr, Titel, Platzierungen, Wochen, Auszeichnungen, Anmerkungen) | Höchstplatzierung, Gesamtwochen, AuszeichnungChartplatzierungen (Jahr, Titel, Platzierungen, Wochen, Auszeichnungen, Anmerkungen) | Höchstplatzierung, Gesamtwochen, AuszeichnungChartplatzierungen (Jahr, Titel, Platzierungen, Wochen, Auszeichnungen, Anmerkungen) | Höchstplatzierung, Gesamtwochen, AuszeichnungChartplatzierungen (Jahr, Titel, Platzierungen, Wochen, Auszeichnungen, Anmerkungen) | Anmerkungen                                                               |
| Jahr | Titel                                               | DE | AT | CH | UK | US | Anmerkungen                                                               |
| ---- | --------------------------------------------------- | --- | --- | --- | --- | --- | ------------------------------------------------------------------------- |
| 1949 | Sing the Song Hits from "South Pacific"             | — | — | — | — | US4 (9 Wo.)US | Erstveröffentlichung: 1949                                                |
| 1955 | Songs from Pete Kelly’s Blues                       | — | — | — | — | US7 (10 Wo.)US | Erstveröffentlichung: 1955                                                |
| 1956 | Ella Fitzgerald Sings the Cole Porter Songbook      | — | — | — | — | US15 (1 Wo.)US | Erstveröffentlichung: 1956                                                |
| 1956 | Ella and Louis                                      | DE66 (1 Wo.)DE | — | — | — | US12 (2 Wo.)US | Erstveröffentlichung: 1956; mit Louis Armstrong Charteinstieg DE: 2022    |
| 1957 | Ella Fitzgerald sings the Rodgers and Hart Songbook | — | — | — | — | US11 (4 Wo.)US | Erstveröffentlichung: 1957                                                |
| 1958 | Irving Berlin Song Book                             | — | — | — | UK5 (1 Wo.)UK | — | Erstveröffentlichung: 1958                                                |
| 1960 | Ella in Berlin: Mack The Knife                      | — | — | — | — | US11 (50 Wo.)US | Erstveröffentlichung: 1960                                                |
| 1960 | Ella Sings Gershwin                                 | — | — | — | UK13 (3 Wo.)UK | — | Erstveröffentlichung: 1960                                                |
| 1960 | Ella At The Opera House                             | — | — | — | UK16 (1 Wo.)UK | — | Erstveröffentlichung: 1960                                                |
| 1960 | Ella Sings Gershwin Volume 5                        | — | — | — | UK18 (2 Wo.)UK | — | Erstveröffentlichung: 1960                                                |
| 1960 | Ella Wishes You a Swinging Christmas                | DE47 (2 Wo.)DE | AT34 (2 Wo.)AT | CH28 (3 Wo.)CH | UK44 (2 Wo.)UK | US61 (17 Wo.)US | Erstveröffentlichung: 1960 Charteinstieg erst ab 2019, siehe Albumartikel |
| 1961 | Ella in Hollywood                                   | — | — | — | — | US35 (34 Wo.)US | Erstveröffentlichung: 1961                                                |
| 1963 | Ella and Basie!                                     | — | — | — | — | US69 (20 Wo.)US | Erstveröffentlichung: 1963                                                |
| 1964 | Ella Fitzgerald Sings The George and Ira Gershwin   | — | — | — | — | US111 (5 Wo.)US | Erstveröffentlichung: 1964                                                |
| 1964 | Hello, Dolly!                                       | — | — | — | — | US146 (2 Wo.)US | Erstveröffentlichung: 1964                                                |
| 1967 | Brighten The Corner                                 | — | — | — | — | US172 (2 Wo.)US | Erstveröffentlichung: 1967                                                |
| 1969 | Ella                                                | — | — | — | — | US196 (2 Wo.)US | Erstveröffentlichung: 1969                                                |
| 1980 | The Incomparable Ella                               | — | — | — | UK40 (7 Wo.)UK | — | Erstveröffentlichung: 1980                                                |
| 1988 | A Portrait Of Ella Fitzgerald                       | — | — | — | UK42 Silber · (10 Wo.)UK | — | Erstveröffentlichung: 1988                                                |
| 1994 | Essential Ella                                      | — | — | — | UK35 Gold · (17 Wo.)UK | — | Erstveröffentlichung: 1994                                                |
| 1996 | Forever Ella                                        | — | — | — | UK19 Silber · (15 Wo.)UK | — | Erstveröffentlichung: 1996 Wiedereinstieg in 2007                         |
| 2003 | Gold                                                | — | — | — | UK15 Platin · (15 Wo.)UK | — | Erstveröffentlichung: 2003                                                |
| 2004 | Ella & Louis Forever                                | — | — | — | UK43 (2 Wo.)UK | — | Erstveröffentlichung: 2004 mit Louis Armstrong                            |
| 2005 | Love Songs                                          | — | — | — | UK61 (2 Wo.)UK | — | Erstveröffentlichung: 2005                                                |
| 2005 | Live at Montreux 1969                               | — | — | CH86 (1 Wo.)CH | — | — | Erstveröffentlichung: 2005                                                |
| 2007 | Love Letters From Ella                              | — | — | — | — | US97 (7 Wo.)US | Erstveröffentlichung: 2007                                                |
| 2009 | Golden Voices                                       | — | — | — | — | US178 (1 Wo.)US | Erstveröffentlichung: 2009                                                |
| 2010 | Twelve Nights in Hollywood                          | — | — | — | — | US155 (2 Wo.)US | Erstveröffentlichung: 2010                                                |
| 2011 | Let’s Fall In Love                                  | — | — | — | — | US80 (3 Wo.)US | Erstveröffentlichung: 2011                                                |
| 2017 | Someone To Watch Over Me                            | — | — | — | UK53 (1 Wo.)UK | — | Erstveröffentlichung: 2017 mit London Symphony Orchestra                  |
| 2018 | Ella & Louis Christmas                              | — | — | — | — | US174 (1 Wo.)US | Erstveröffentlichung: 2018 mit Louis Armstrong                            |
| 2020 | The Lost Berlin Tapes                               | DE79 (1 Wo.)DE | — | CH56 (1 Wo.)CH | — | — | Erstveröffentlichung: 2. Oktober 2020                                     |
| 2022 | Ella and Louis Again                                | DE84 (1 Wo.)DE | — | — | — | — | Erstveröffentlichung: 1957; mit Louis Armstrong                           |

grau schraffiert: keine Chartdaten aus diesem Jahr verfügbar

### Singles
| Jahr | Titel Album                                                                | Höchstplatzierung, Gesamtwochen, AuszeichnungChartplatzierungen (Jahr, Titel, Album, Platzierungen, Wochen, Auszeichnungen, Anmerkungen) | Höchstplatzierung, Gesamtwochen, AuszeichnungChartplatzierungen (Jahr, Titel, Album, Platzierungen, Wochen, Auszeichnungen, Anmerkungen) | Höchstplatzierung, Gesamtwochen, AuszeichnungChartplatzierungen (Jahr, Titel, Album, Platzierungen, Wochen, Auszeichnungen, Anmerkungen) | Höchstplatzierung, Gesamtwochen, AuszeichnungChartplatzierungen (Jahr, Titel, Album, Platzierungen, Wochen, Auszeichnungen, Anmerkungen) | Anmerkungen                                            |
| Jahr | Titel Album                                                                | DE | CH | UK | US | Anmerkungen                                            |
| --- | -------------------------------------------------------------------------- | --- | --- | --- | --- | ------------------------------------------------------ |
| 1941 | Five O’Clock Whistle –                                                     | — | — | — | US6 (3 Wo.)US | Erstveröffentlichung: 1941                             |
| 1944 | I’m Making Believe –                                                       | — | — | — | US1 (12 Wo.)US | Erstveröffentlichung: 1944                             |
| 1944 | Into Each Life Some Rain Must Fall –                                       | — | — | — | US5 (5 Wo.)US | Erstveröffentlichung: 1944                             |
| 1945 | I’m Beginning to See the Light –                                           | — | — | — | US7 (2 Wo.)US | Erstveröffentlichung: 1945                             |
| 1946 | Stone Cold Dead in the Market (He Had It Coming) –                         | — | — | — | US9 (2 Wo.)US | Erstveröffentlichung: 1946                             |
| 1948 | My Happiness –                                                             | — | — | — | US8 (21 Wo.)US | Erstveröffentlichung: 1948                             |
| 1949 | Baby, It’s Cold Outside –                                                  | — | — | — | US17 (7 Wo.)US | Erstveröffentlichung: 1949                             |
| 1951 | Smooth Sailing –                                                           | — | — | — | US23 (6 Wo.)US | Erstveröffentlichung: 1951                             |
| 1956 | A Beautiful Friendship –                                                   | — | — | — | US74 (5 Wo.)US | Erstveröffentlichung: 1956                             |
| 1958 | Swingin’ Shepherd Blues –                                                  | — | — | UK15 (5 Wo.)UK | — | Erstveröffentlichung: 1958                             |
| 1959 | But Not for Me Ella Fitzgerald Sings the George and Ira Gershwin Song Book | — | — | UK25 (3 Wo.)UK | — | Erstveröffentlichung: 1959                             |
| 1960 | Mack the Knife (Live) Ella in Berlin: Mack the Knife                       | — | — | UK19 (9 Wo.)UK | US27 (14 Wo.)US | Erstveröffentlichung: 1960                             |
| 1960 | How High the Moon Part 1 (Live) Ella in Berlin: Mack the Knife             | — | — | UK46 (1 Wo.)UK | US76 (5 Wo.)US | Erstveröffentlichung: 1960                             |
| 1960 | Frosty the Snowman –                                                       | — | CH89 (2 Wo.)CH | — | — | Erstveröffentlichung: 1960 Charteinstieg CH: 2021/2022 |
| 1962 | Desafinado –                                                               | — | — | UK38 (6 Wo.)UK | — | Erstveröffentlichung: 1962                             |
| 1963 | Bill Bailey, Won’t You Please Come Home –                                  | — | — | — | US75 (3 Wo.)US | Erstveröffentlichung: 1963                             |
| 1964 | Can’t Buy Me Love Hello, Dolly!                                            | — | — | UK34 (5 Wo.)UK | — | Erstveröffentlichung 1964 Original: The Beatles        |
| 1989 | Summertime –                                                               | — | — | UK82 Silber · (2 Wo.)UK | — | Erstveröffentlichung: 1989                             |
| Folgende Lieder erschienen nicht als Single, wurden aber durch das Album zum Download und Streaming bereitgestellt und konnten somit eine Platzierung erlangen: |                                                                            | | | | |                                                        |
| |                                                                            | | | | |                                                        |
| 2023 | Rudolph, the Red-Nosed Reindeer Ella Wishes You a Swinging Christmas       | DE— aDE | — | — | — | Charteinstieg: 29. Dezember 2023                       |

grau schraffiert: keine Chartdaten aus diesem Jahr verfügbar

## Auszeichnungen für Musikverkäufe
| Silberne Schallplatte - Vereinigtes Königreich - 2022: für die Single Sleigh Ride - 2024: für die Single Dream a Little Dream of Me Goldene Schallplatte - Australien - 1997: für das Album Essential Ella - Dänemark - 2024: für das Album Ella Wishes You a Swinging Christmas - Frankreich - 1990: für das Album Pour L’amour D’Ella - Kanada - 2003: für das Album Essential Ella - 2008: für das Album The Best of the Song Books - Polen - 2019: für das Album Empik Jazz Club - The Very Best of | Platin-Schallplatte - Spanien - 2021: für das Album The First Lady of Song |

Anmerkung: Auszeichnungen in Ländern aus den Charttabellen bzw. Chartboxen sind in ebendiesen zu finden.
| Land/RegionAuszeichnungen für Musikverkäufe (Land/Region, Auszeichnungen, Verkäufe, Quellen) | Silber     | Gold     | Platin     | Verkäufe  | Quellen             |
| -------------------------------------------------------------------------------------------- | ---------- | -------- | ---------- | --------- | ------------------- |
| Australien (ARIA)                                                                            | —          | Gold1    | —          | 35.000    | aria.com.au         |
| Dänemark (IFPI)                                                                              | —          | Gold1    | —          | 10.000    | ifpi.dk             |
| Frankreich (SNEP)                                                                            | —          | Gold1    | —          | 100.000   | infodisc.fr         |
| Kanada (MC)                                                                                  | —          | 2× Gold2 | —          | 100.000   | musiccanada.com     |
| Polen (ZPAV)                                                                                 | —          | Gold1    | —          | 10.000    | olis.pl             |
| Spanien (Promusicae)                                                                         | —          | —        | Platin1    | 40.000    | elportaldemusica.es |
| Vereinigte Staaten (RIAA)                                                                    | —          | Gold1    | —          | 500.000   | riaa.com            |
| Vereinigtes Königreich (BPI)                                                                 | 6× Silber6 | Gold1    | Platin1    | 1.180.000 | bpi.co.uk           |
| Insgesamt                                                                                    | 6× Silber6 | 8× Gold8 | 2× Platin2 |           |                     |

## Film und Fernsehen
Ihren wohl größten Filmauftritt hatte Fitzgerald 1955 in Jack Webbs Jazz-Film Pete Kelly’s Blues. Die Nebenrollen des Films waren mit Janet Leigh und der Sängerin Peggy Lee besetzt.
Obwohl sie bereits zuvor eine kleine Rolle in einem Film hatte (Helden im Sattel, 1942), war sie darüber begeistert, dass Norman Granz ihr die Rolle anbot.
Nach Pete Kelly’s Blues war sie nur noch in Cameo-Auftritten zu sehen. So zum Beispiel in St. Louis Blues (1958) mit Nat King Cole oder Let No Man Write My Epitaph (1960).
Um einiges später, in den 1980er Jahren, spielte sie in dem Fernsehdrama The White Shadow.
In der Fernsehwerbung trat sie für Kentucky Fried Chicken und den Musikkassetten-Hersteller Memorex auf.

## Filmografie
- 1942: Helden im Sattel (Ride ’Em Cowboy)
- 1950: Improvisation (Kurzfilm)
- 1952: All Star Summer Revue (Fernsehserie, Folge 1.8)
- 1955: Es geschah in einer Nacht (Pete Kelly’s Blues)
- 1958: St. Louis Blues
- 1960: Die Saat bricht auf (Let No Man Write My Epitaph)
- 1966: All My Life (Kurzfilm)
- 1980: The White Shadow (Fernsehserie, Folge A Day in the Life)

## Rezeption
- Die Version 2.1 „Ella“ der beliebten Blogsoftware Wordpress ist Ella Fitzgerald gewidmet.
- Das Lied Ella, elle l’a von France Gall (im Jahre 1988 auf Platz 1 der deutschen Hitparade) ist eine Hommage an Ella Fitzgerald.
- Ella Fitzgerald und andere berühmte Musiker wurden in dem Song Back in the Day von Christina Aguilera verewigt.
- Into Each Life Some Rain Must Fall, das Ella Fitzgerald mit den Ink Spots aufnahm, wird im Videospiel Fallout 3 von der fiktiven Radiostation ‚Galaxy News Radio‘ gespielt.
- Stone Cold Dead in the Market, das Ella Fitzgerald mit Louis Jordan aufnahm, wird im Videospiel L.A. Noire von der fiktiven Radiostation ‚KTI Radio‘ gespielt.
- Über Ella Fitzgerald erschien 2019 der Dokumentarfilm Ella Fitzgerald: Just one of those Things des britischen Filmregisseurs Leslie Woodhead.[24]
- Ella-Fitzgerald-Statue in der Stadt Yonkers